# Mazkeret Batya Silverbacks 2022-2023
Questa voce raccoglie le informazioni riguardanti i Mazkeret Batya Silverbacks nelle competizioni ufficiali della stagione 2022-2023.

## Israel Football League 2022-2023

### Stagione regolare
| Mazkeret Batya 3 febbraio 2023, ore 9:00 3ª giornata | Mazkeret Batya Silverbacks | 0 – 42 | Jerusalem Lions |  |

| Yizre'el 17 febbraio 2023, ore 10:00 5ª giornata | Carmel Dogs | 49 – 0 | Mazkeret Batya Silverbacks | Kibbutz Jezreel Rugby Field |

| Mazkeret Batya 3 marzo 2023, ore 9:00 7ª giornata | Mazkeret Batya Silverbacks | 18 – 14 | Beer Sheva Spartans |  |

| Ramat HaSharon 10 marzo 2023, ore 9:00 8ª giornata | Ramat HaSharon Hammers | 70 – 0 | Mazkeret Batya Silverbacks | Dudu Dotan |

| Mazkeret Batya 24 marzo 2023, ore 9:00 10ª giornata | Mazkeret Batya Silverbacks | 3 – 44 | Beit Shemesh Rebels |  |

| Mazkeret Batya 13 aprile 2023, ore 21:00 12ª giornata | Mazkeret Batya Silverbacks | 47 – 8 | Petah Tikva Troopers |  |

| Gerusalemme 20 aprile 2023, ore 19:30 13ª giornata | Jerusalem Lions | 18 – 7 | Mazkeret Batya Silverbacks | Kraft Sports Campus |

| Mazkeret Batya 27 aprile 2023, ore 21:00 Recupero 4ª giornata | Mazkeret Batya Silverbacks | 8 – 54 | Tel Aviv Pioneers |  |

### Statistiche di squadra
| Competizione      | %Vittorie | In casa | In casa | In casa | In casa | In casa | In casa | In trasferta | In trasferta | In trasferta | In trasferta | In trasferta | In trasferta | Totale | Totale | Totale | Totale | Totale | Totale |
| Competizione      | %Vittorie | G       | V       | N       | P       | Pf      | Ps      | G            | V            | N            | P            | Pf           | Ps           | G      | V      | N      | P      | Pf     | Ps     |
| ----------------- | --------- | ------- | ------- | ------- | ------- | ------- | ------- | ------------ | ------------ | ------------ | ------------ | ------------ | ------------ | ------ | ------ | ------ | ------ | ------ | ------ |
| Stagione regolare | .250      | 5       | 2       | 0       | 3       | 76      | 162     | 3            | 0            | 0            | 3            | 7            | 137          | 8      | 2      | 0      | 6      | 83     | 299    |
| Totale            | .250      | 5       | 2       | 0       | 3       | 68      | 162     | 3            | 0            | 0            | 3            | 7            | 137          | 8      | 2      | 0      | 6      | 83     | 299    |